# 콜투르

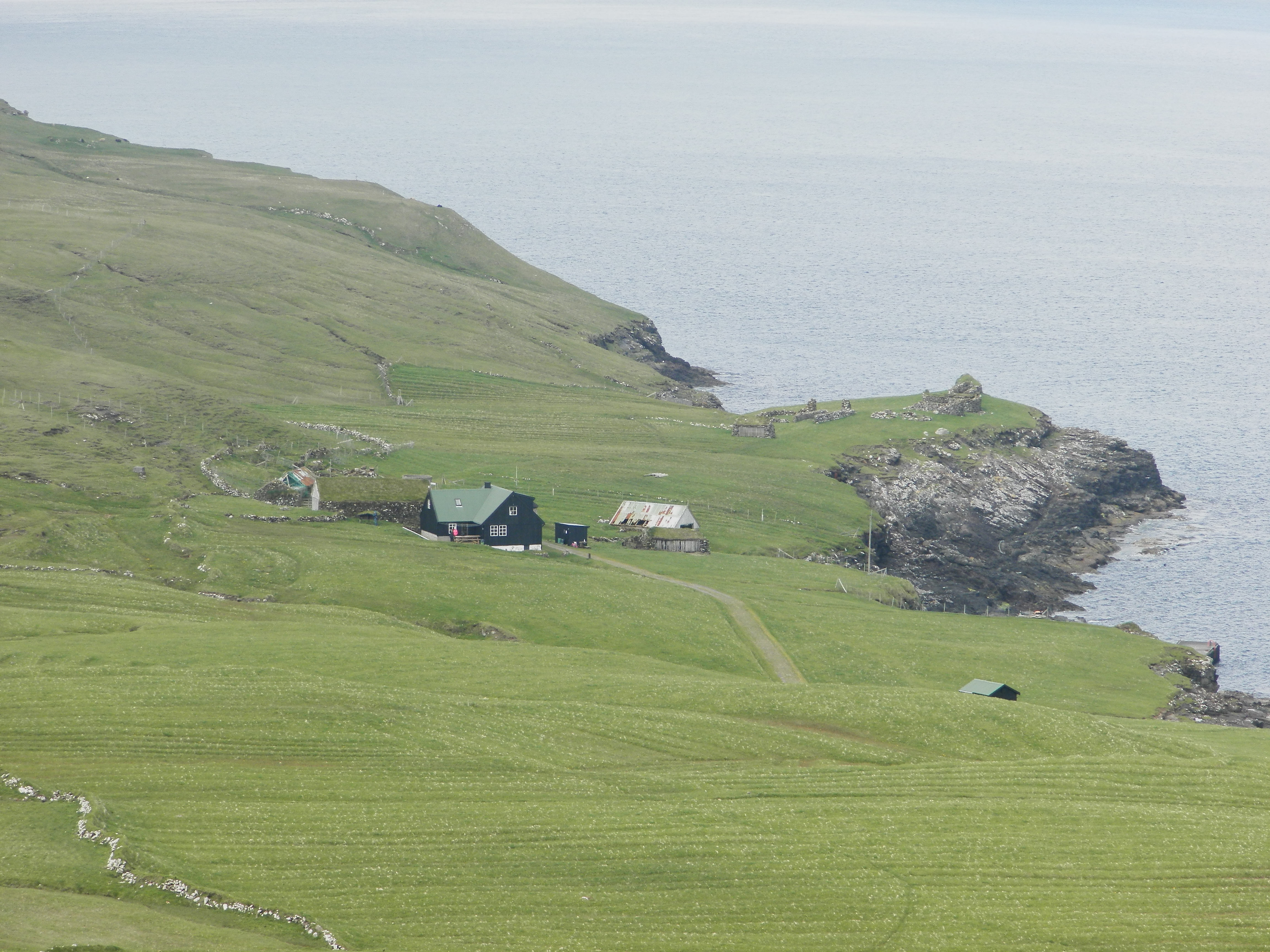

콜투르(페로어: Koltur)는 페로 제도 콜투르섬에 있는 도시이다.